# Chiheru de Jos
Chiheru de Jos (Hongaars: Alsóköhér) is een comună in het district Mureş, Transsylvanië, Roemenië. Chiheru de Jos is opgebouwd uit vier dorpen, namelijk:
- Chiheru de Jos
- Chiheru de Sus
- Urisiu de Jos
- Urisiu de Sus

## Demografie
De comună heeft een absolute Roemeense meerderheid. In 2002 telde Chiheru de Jos zo'n 1.638 inwoners. Daarvan waren er 1.538 (93,92%) Roemenen. Andere minderheden zijn zo'n 90 (5,50%) Roma, 8 (0,51%) Hongaren en 1 (0,07%) Italiaan.

## Jumelage
- Merchtem[1]